# Banco chimico

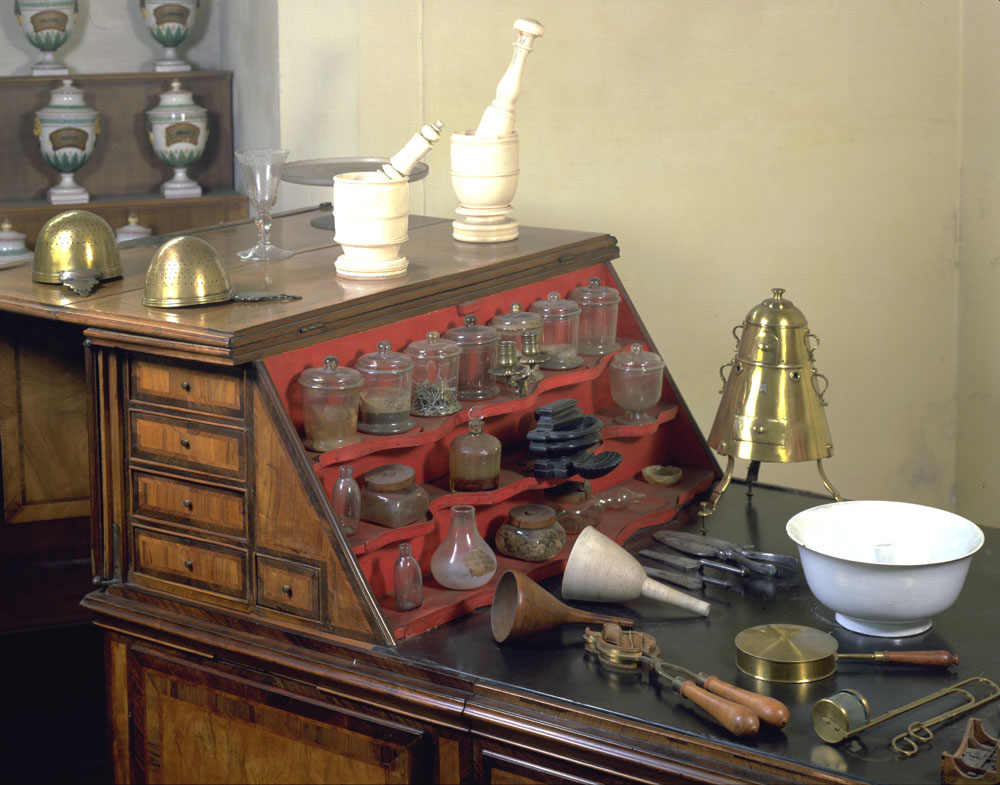
Il banco chimico di Pietro Leopoldo I a Firenze.

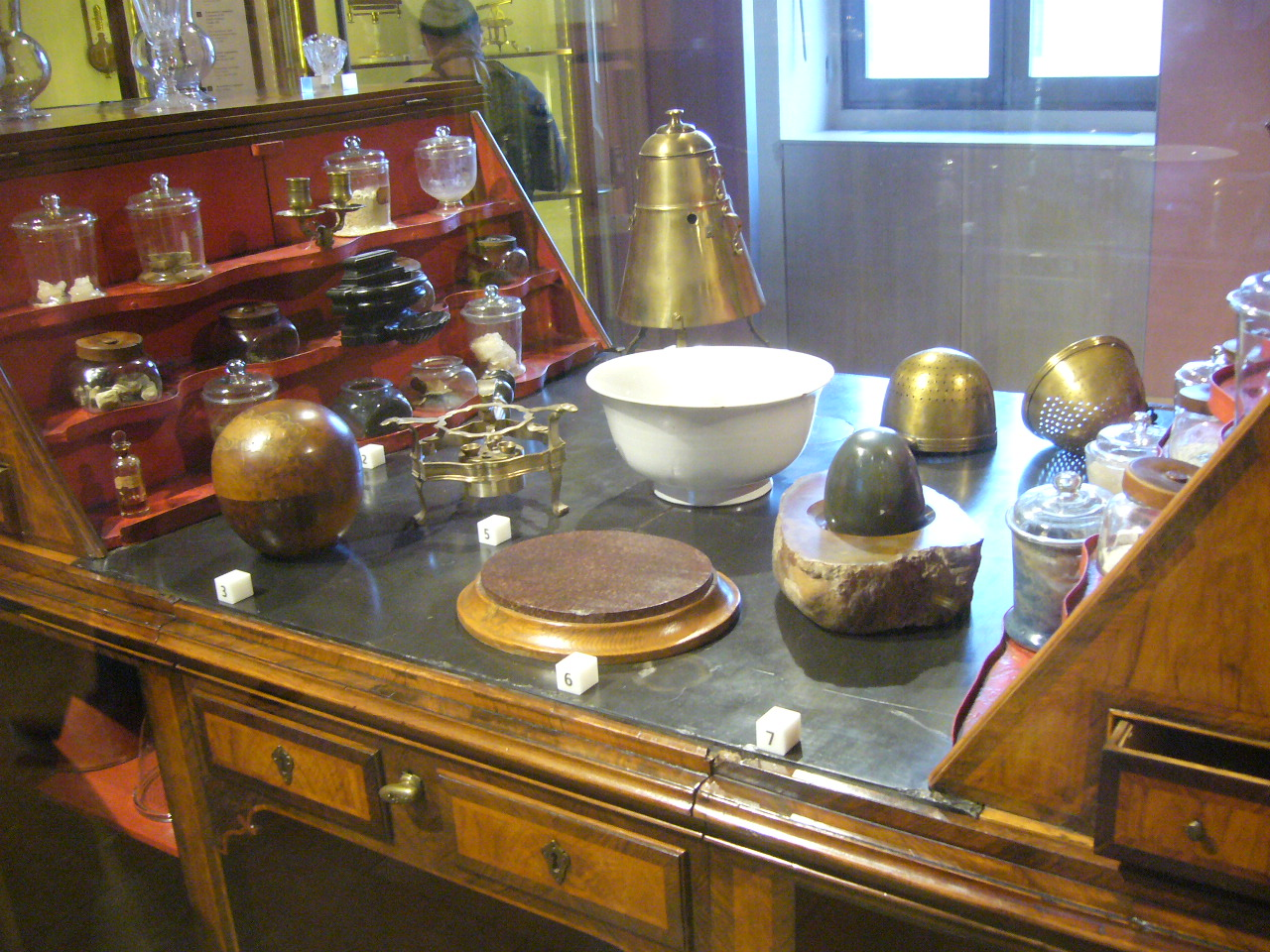
Veduta parziale del banco chimico al Museo Galileo, Firenze.

Il banco chimico è conservato al Museo Galileo di Firenze.
Il Granduca Pietro Leopoldo I fece allestire nel Museo di Fisica e Storia Naturale di Firenze un laboratorio chimico, nel quale egli stesso, spesso con l'assistenza di Giovanni Fabbroni, si dilettava a compiere esperienze. Il banco ha la forma di un grande stipo ed è impiallacciato di noce. Una volta aperto presenta un piano di lavoro in lavagna con tre cavità, una delle quali è collegata internamente ad un mantice azionabile mediante pedali e poteva essere usata per operazioni di combustione e calcinazione. Il banco è provvisto di piccoli scaffali, di cassetti e di scomparti destinati ad accogliere bottiglie contenenti preparati chimici e vetreria varia. Vi sono anche esposti oggetti risalenti all'epoca granducale.
Risultano appartenere sin dall'origine al banco chimico di Pietro Leopoldo i seguenti oggetti: tredici vasetti di vetro di forma cilindrica a base piana, con coperchio con pallina, contenenti varie sostanze; dieci vasetti di vetro di forma quadrata, alcuni con coperchio di legno di bosso; un calamaio di legno verniciato di nero; un candelabro di ottone argentato a due lumi, i cui bracci presentano una forma detta "a viticcio"; due mortai d'avorio con pestello; un mortaio in bronzo dorato con pestello; un mortaio di agata con pestello a forma d'uovo; una tenaglia di ottone per tubi, foderata in parte di cuoio, con due manici svitabili di legno di bosso; una bacinella di porcellana bianca con foro centrale e tappo, pure di porcellana; un imbuto di vetro, con piccolo manico; un imbuto in legno per il mercurio; un imbuto in terra refrattaria senza manico; una lastra di porfido con base in legno; un piccolo forno di fusione in ottone, smontabile, rivestito internamente di materiale refrattario; un matraccio di vetro bianco a palla con collo liscio, per la soluzione dei sali in acqua; due bricchi di vetro; due ciotoline con coperchietto in cristallo color granato; quattro ciotoline in pietra dura; un calice di vetro istoriato; una bacinella di cristallo arabescato; un morsetto di legno di bosso con vite a pressione; una bottiglia di cera a fondo piano con collo lungo. Nel corso del tempo, il banco, entrato a far parte delle collezioni del Museo, si arricchì di altri strumenti, come bilance, preparati, contenitori.